# Olmeta (rivière)
Pour les articles homonymes, voir Olmeta.
La rivière d'Olmeta est un petit fleuve côtier français du département Haute-Corse, en région Corse,  qui se jette dans la mer Méditerranée.

## Géographie
D'une longueur de 7,3 kilomètres, la rivière d'Olmeta prend sa source sur la commune de Olmeta-di-Capocorso à l'altitude 854 mètres, sous la Bocca d'Antigliu (879 m). 
Celle-ci, appelée aussi fiume d'Olmeta ou fiume di Negru, et quelquefois fiume di Pieraggiu (affluent) ou fiume di Visitatoju, porte au départ le nom de ruisseau d'Antigliu. Le bas de vallée est plus sombre car encaissé, ce qui avec la roche noire, est évoqué par le nom « Negru ».
Il coule globalement de l'est vers l'ouest.

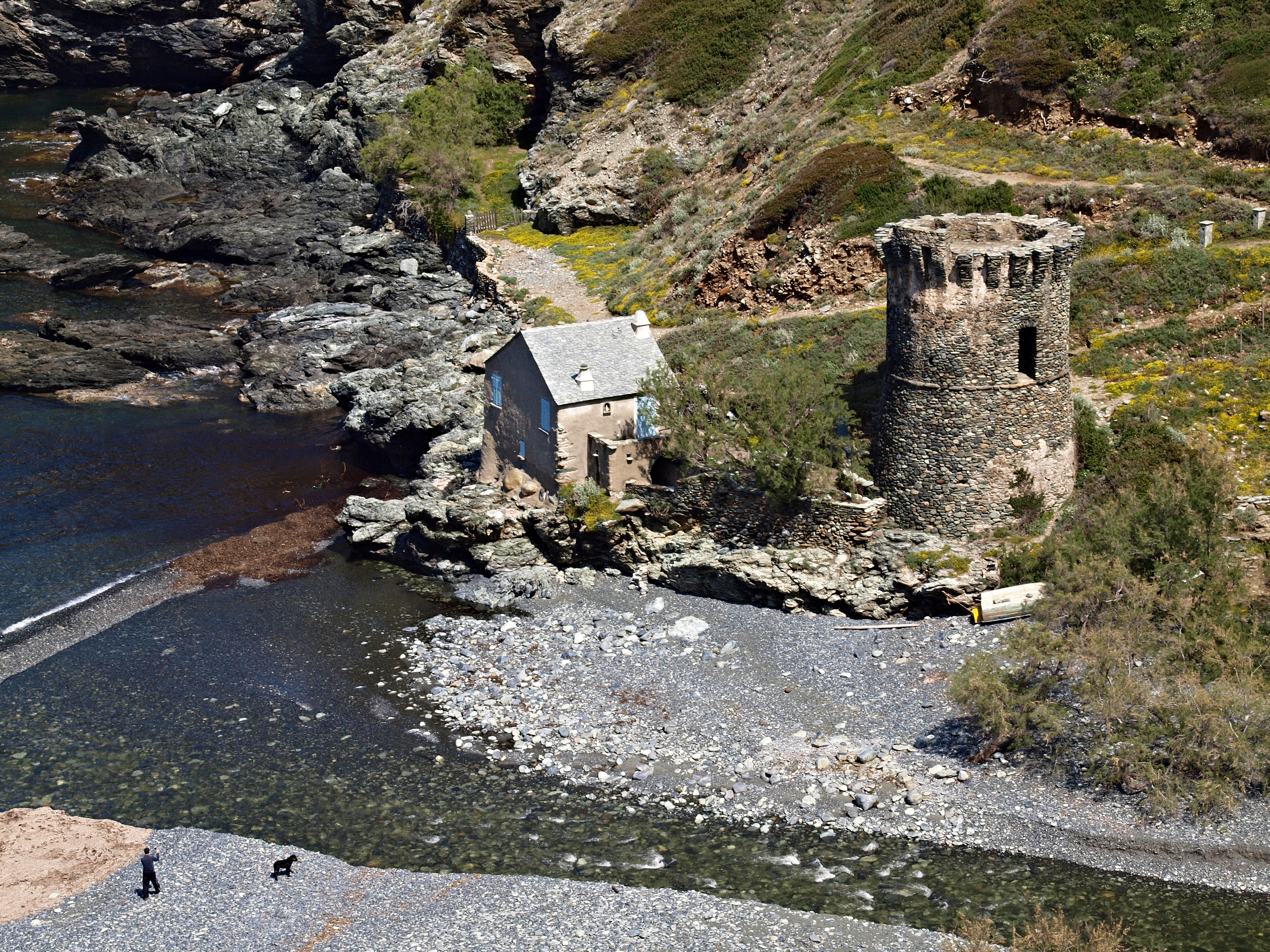
Tour de Negro à la marine de Negru sur la commune d'Olmeta-di-Capocorso

Il a son embouchure avec la mer Méditerranée sur la commune de Olmeta-di-Capocorso, à la limite de Nonza, à l'altitude 0 mètres, à côté de la tour génoise tour de Negro, à la marine de Negru.
Les cours d'eau voisins sont le Fium'Albino au sud et au nord la rivière d'Olcani ou U Guadu Grande

### Communes et cantons traversés

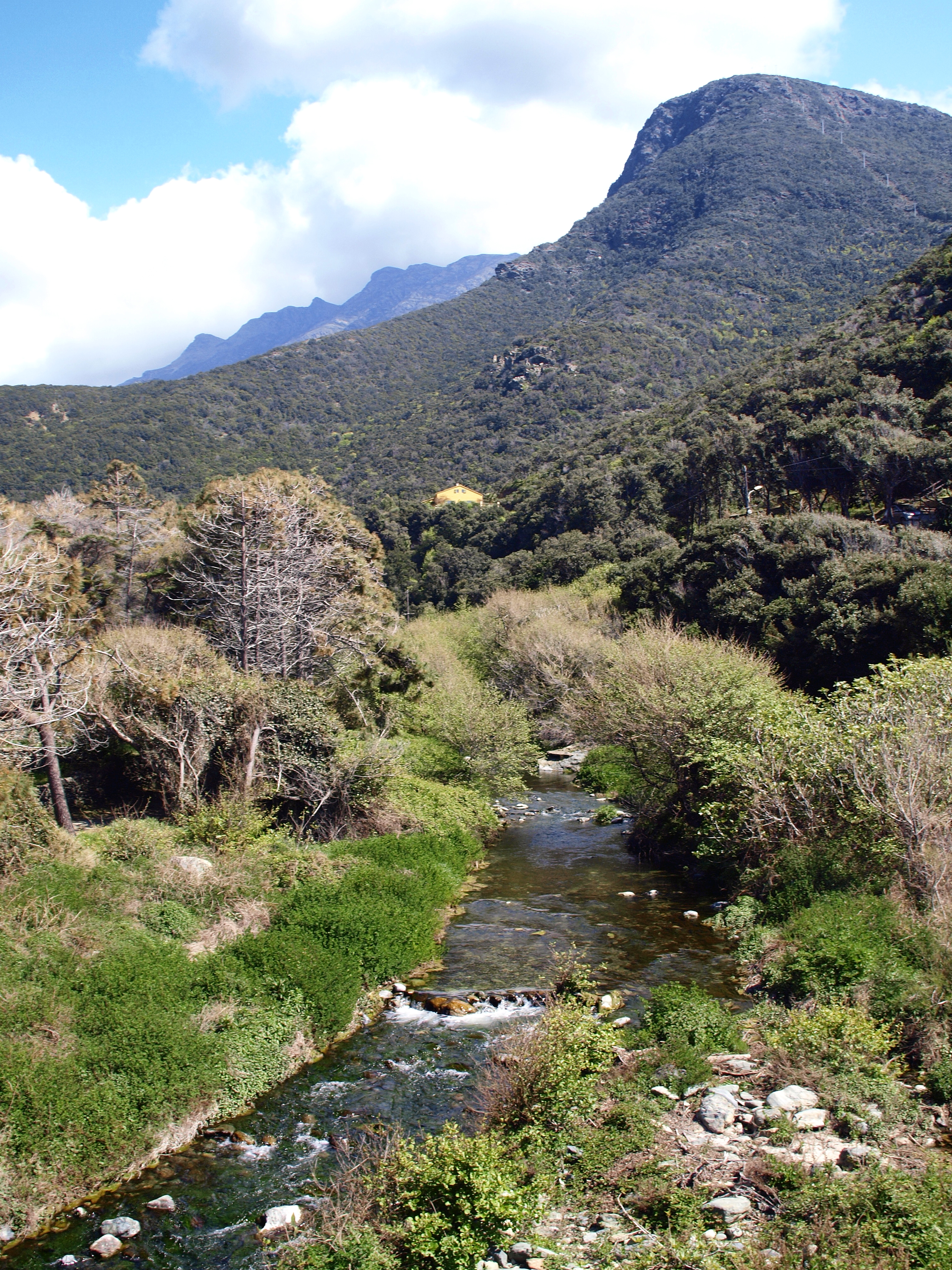
La rivière d'Olmeta sur Olmeta-di-Capocorso en amont du pont aux deux arches dit « pont de Negru »

Dans le seul département de la Haute-Corse, la rivière d'Olmeta traverse deux communes, et un canton :
- dans le sens amont vers aval : (source) Olmeta-di-Capocorso, Nonza, (embouchure)[note 1].

Soit en termes de cantons, la rivière d'Olmeta prend source et a son embouchure dans le même canton de Sagro-di-Santa-Giulia, dans l'arrondissement de Bastia.

### Bassin versant
La superficie du bassin versant « Côtiers du Guadu grande inclus au Fium Albino » (Y743) est de 69 km2. Le bassin versant correspond, approximativement, à la superficie de la commune d'Olmeta-di-Capogrosso soit 21,6 km2. 
Sur les trois communes du bassin, il y a 2 222 habitants pour une superficie de 43 km2 avec une densité de 51,9 hab/km2 à 238 m d'altitude moyenne.

### Organisme gestionnaire
L'organisme gestionnaire est le Comité de bassin de Corse.

## Affluents
La rivière d'Olmeta a quatre affluents référencés :
- le ruisseau de Pierragia (rd[note 2]) 2,9 km, sur la seule commune de Olmeta-di-Capocorso avec un affluent :
  - le ruisseau de Pastinella (rd) 1,2 km, sur la seule commune de Olmeta-di-Capocorso.
- le ruisseau de Canarinca (rd) 1,6 km, sur la seule commune de Olmeta-di-Capocorso.
- le ruisseau de Lori (rg) 2,2 km, sur la seule commune de Olmeta-di-Capocorso avec un affluent :
  - le ruisseau de Tenzione (rd) 1,9 km, sur la seule commune de Olmeta-di-Capocorso.
- le ruisseau de Monte Grosso (rg) 2,2 km, sur la seule commune de Olmeta-di-Capocorso.

### Rang de Strahler
Donc le rang de Strahler est de trois. 

## Aménagements  et écologie

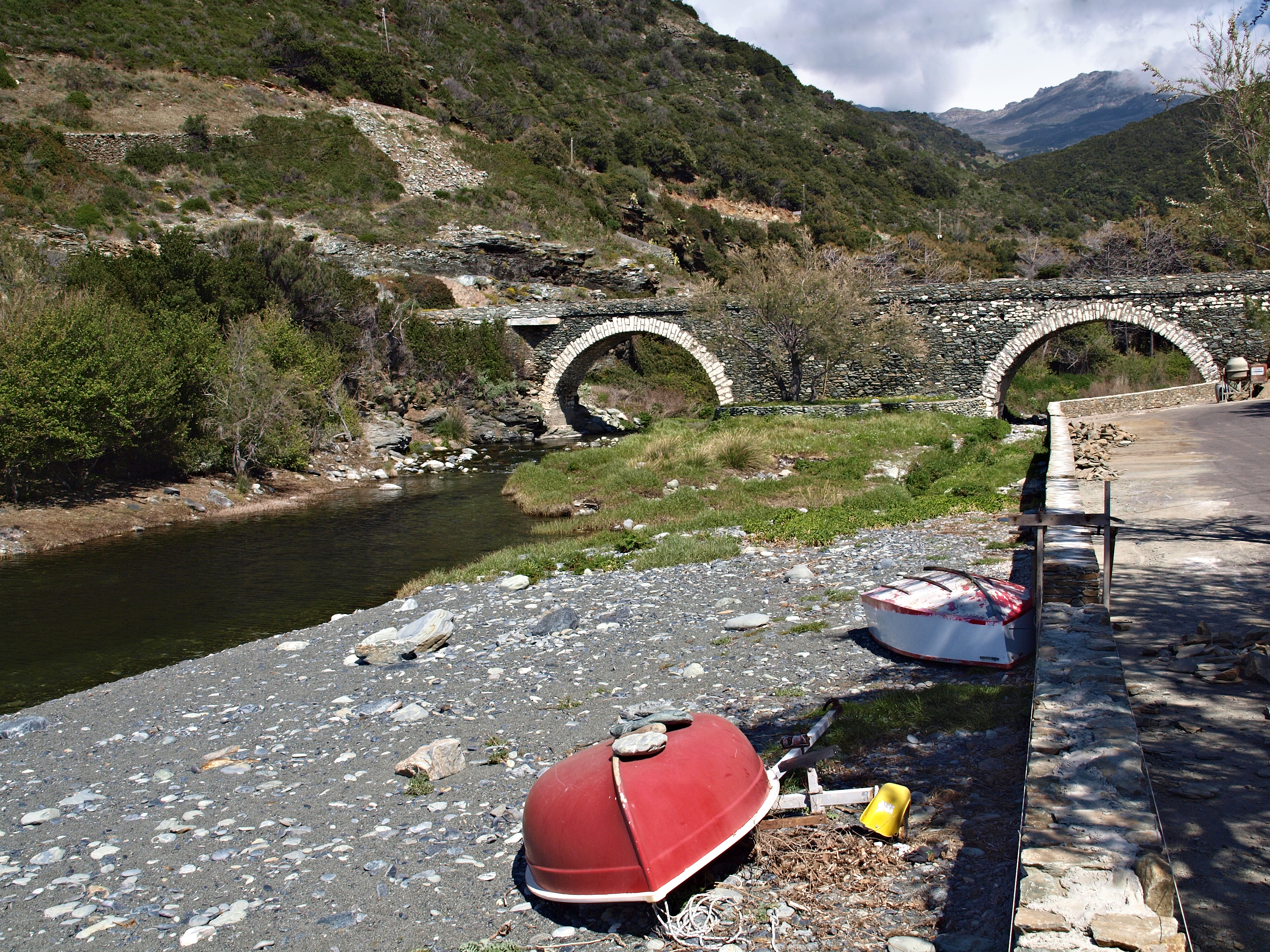
Pont génois ou romain à deux arches, à la marine de Negru avant sa destruction

Un pont génois ou romain à deux arches, à la marine de Negru existait à moins de 300 mètres de l'embouchure pour la route nationale D80 qui longe le bord de côte. Il a été entièrement détruit, emporté par la crue du fleuve lors des intempéries de novembre 2016. Depuis la fin de l'année 2023 il est en reconstruction et devrait être identique au pont précédent.